# Thyriochlorota lacroixi
Thyriochlorota lacroixi är en skalbaggsart som beskrevs av Soula 2002. Thyriochlorota lacroixi ingår i släktet Thyriochlorota och familjen Rutelidae. Inga underarter finns listade i Catalogue of Life.